# Norman R. Pace
Norman Richard Pace (* 1942) ist ein US-amerikanischer Molekularbiologe und Ökologe an der University of Colorado Boulder. Er beschäftigt sich mit den Beziehungen zwischen biochemischen und evolutionären Prozessen.
Pace erwarb 1964 einen Bachelor an der Indiana University und 1967 einen Ph.D. an der University of Illinois at Urbana-Champaign. Nach akademischen Positionen an der University of Colorado Boulder (1969–1984), der Indiana University (1984–1996) und der University of California, Berkeley (1996–1999) ist er seit 1999 wieder an der University of Colorado Boulder, wo er Professuren für Molekularbiologie, Zellbiologie und Entwicklungsbiologie innehat. Seit 2015 ist er Professor emeritus.
Pace konnte wesentlich zur Entwicklung der Mikrobiologie beitragen, indem er molekulargenetische Methoden entwickelte (insbesondere Sequenzierung der 16S rRNA), mit denen sich Mikroorganismen direkt erkennen und identifizieren lassen, ohne sie erst in Kultur bringen zu müssen. Mittels dieser Methoden ließen sich Mikroorganismen in Habitaten nachweisen, die vorher als unbelebt galten (siehe Extremophilie). Außerdem untersuchte er die Sequenz, Struktur und Aktivität RNA-vermittelter Enzyme (Ribozyme, insbesondere RNase P) und ihre Verwandtschaft zwischen zahlreichen Spezies, womit neue Erkenntnisse über die Evolutionsgeschichte gewonnen werden konnten. Weitere Arbeiten befassen sich mit mikrobiellen Ökosystemen und den Möglichkeiten der Bioremediation verseuchter Ökosysteme durch Mikroorganismen. Er arbeitete auch für das NASA Astrobiology Institute.
Norman Pace ist darüber hinaus Höhlenforscher. Die National Speleological Society (NSS) zeichnete ihn mit ihrem Lewis Bicking Award aus.

## Auszeichnungen (Auswahl)
- 1989 Fellow der American Association for the Advancement of Science
- 1991 Mitglied der National Academy of Sciences[1]
- 1991 Mitglied der American Academy of Arts and Sciences[2]
- 1997 Ehrendoktorat der University of British Columbia
- 2001 Selman A. Waksman Award in Microbiology[3]
- 2001 MacArthur Fellowship[4]
- 2017 Massry Prize[5]
- 2019 NAS Award in Early Earth and Life Sciences